# كارلوس إينفانت
كارلوس إينفانت (بالإسبانية: Carlos Infante)‏ هو لاعب كرة قدم مكسيكي، ولد في 14 فبراير 1982 في سيوداد نيزاهوال كويوتل في المكسيك. لعب مع تايجرز أونال وتيبورونيس روخوس دي فيراكروز ونادي أمريكا ونادي بويبلا ونادي نيكاكسا.

## وصلات خارجية
- كارلوس إينفانت على موقع قاعدة بيانات كرة القدم.إي يو (الإنجليزية)
- كارلوس إينفانت على موقع Soccerway.com (الإنجليزية)
- كارلوس إينفانت على موقع عالم كرة القدم.نت (الإنجليزية)